# Eurode Omloop
De Eurode Omloop was van 1992-2018 een eendaagse wielerwedstrijd met start en finish in de Nederlandse plaats Kerkrade. Het parcours bestond  uit 13 ronden van 12,6 kilometer en ging door Kerkrade en de Duitse plaats Herzogenrath die samen Eurode vormen. In 2021 vond een herstart plaats als onderdeel van de Schwalbe Topcompetitie.

## Erelijst
| Jaar                    | 1e                   | 2e                | 3e                 |
| ----------------------- | -------------------- | ----------------- | ------------------ |
| 1992                    | Berry Thoolen        | Marcel Nuij       | Martin van Steen   |
| 1993                    | Uwe Preissler        | Edwin Rutten      | Raymond Thebes     |
| 1994                    | Pascal Appeldoorn    | Marcel Luppes     | Jeremy Eilander    |
| 1995                    | Danny Nelissen       | Aart Vierhouten   | Wilco Zuijderwijk  |
| 1996                    | Marcel van der Vliet | Stefan van Dijk   | Danny Stam         |
| 1997                    | Patrik Köhler        | Godert de Leeuw   | Mikael Kyneb       |
| 1998                    | Glenn D'Hollander    | Erwin Thijs       | John van den Akker |
| 1999                    | Kris Gerits          | Bekim Christensen | Stefan van Dijk    |
| 2000                    | Berry Hoedemakers    | Rudie Kemna       | Roger Hammond      |
| 2001                    | Corey Sweet          | Edwin Dunning     | Laurens ten Dam    |
| 2002                    | Raymond Meijs        | Vincent van Rijn  | Mathieu Heijboer   |
| 2009                    | Benjamin Sydlik      | Jérôme Baugnies   | Marc Goos          |
| 2010                    | Brian Bulgac         | Wesley Kreder     | Rikke Dijkxhoorn   |
| 2011                    | Jetse Bol            | Bart van Haaren   | Dylan van Baarle   |
| 2012                    | Huub Duyn            | Sven van luyk     | Moreno Hofland     |
| 2013                    | Sjors Roosen         | Stefan Poutsma    | Oscar Riesebeek    |
| 2014                    | Floris Gerts         | Jeroen Meijers    | Oscar Riesebeek    |
| 2015                    | Jeroen Meijers       | Jochen Hoekstra   | Joey van Rhee      |
| 2016                    | Jeroen Meijers       | Peter Schulting   | Martijn Budding    |
| 2017                    | Sjoerd Bax           | Jarno Gmelich     | Jason van Dalen    |
| 2018                    | Peter Schulting      | Stef Krul         | Adriaan Janssen    |
| 2019-2020 niet verreden |                      |                   |                    |
| 2021                    | Bart Lemmen          | Gage Hecht        | Jasper de Laat     |
| 2022                    | Rick Pluimers        | Peter Schulting   | Jordy Bouts        |
| 2023                    | Tymen Graat          | Archie Ryan       | Huub Artz          |
| 2024                    | Timo de Jong         | Vincent Hoppezak  | Jesse Kramer       |